# 賤機舎
賤機舎（しずはたしゃ）は、1872年（明治5年）に旧徳川幕臣たちによって静岡に設立された私立英学校である。

## 歴史
静岡藩によって藩士（旧幕臣）のための静岡学問所が設立されたとき、勝海舟がアメリカ人教師を招聘したいと考えた。そこで、勝がW・E・グリフィス宣教師に相談した。
1871年（明治4年）、グリフィス宣教師の推薦により、グリフィスのラトガース大学の同窓であるE・W・クラークが静岡学問所に赴任する。クラークは倫理、歴史、英語、物理、化学、数学を教え、日曜日には自宅でバイブルクラスを開いた。
静岡学問所では人見寧(人見 勝太郎)が学問処大長（校長に相当）を勤め、中村正直氏なども教授をしていた。
1872年（明治5年）4月、カナダ・メソジスト教会の宣教医のデイヴィッドソン・マクドナルドが、クラークの後任のお雇い教師として派遣された。静岡学問所が廃止されると、人見寧(人見 勝太郎)により賤機舎と改称して再組織される。マクドナルドはクラークのように赴任直後から毎週日曜日に牧師館でバイブルクラスを開いた。契約書には、キリスト教の宣教を禁ずるとあったが、岩倉具視の計らいで不問にされた。
マクドナルドは1872年9月27日に11名の英学生らに洗礼を授けた。これにより、静岡教会が形成された。また、マクドナルドを中心とした、山中笑、土屋彦六、山路愛山、今井信郎、高木壬太郎らの集まりを静岡バンドという。

## 年表
1867年11月9日（慶応3年10月14日）
- 大政奉還。

1868年（明治元年）
- 5月24日 徳川家達、駿府藩主となる。
- 7月 徳川慶喜、駿府移住。
- 8月 旧幕臣の駿府移住始まる。

- 9月 徳川家達、藩士（旧幕臣）のため駿府学問所を設置。

1869年7月25日（明治2年6月17日）
- 版籍奉還によって駿府藩は静岡藩となる。それに伴い、徳川家達は静岡藩知事となり、駿府学問所は静岡学問所となった。

1871年8月29日（明治4年7月14日）
- 廃藩置県によって徳川家達は静岡藩知事を免職となり東京の千駄ヶ谷へ移住。

1871年（明治4年）
- 10月 E・W・クラーク、勝海舟の呼びかけにより静岡学問所に赴任。学問所附属伝習所設立。

1872年（明治5年）
- 8月 学制頒布により教授・学生はともに東京に引き上げ、静岡学問所廃校。人見寧(人見 勝太郎)により私立英学校賤機舎として再出発。

1873年（明治6年）
- 6月 デイヴィッドソン・マクドナルド、ウェスレアン・メソヂスト教会から宣教師として横浜に派遣される。

- 11月 E・W・クラーク、文部省より開成学校教師を命ぜられ赴任。教授となる。

1874年（明治7年）
- 4月8日 デイヴィッドソン・マクドナルド 、クラークの後任として賤機舎に赴任。
- 9月27日 デイヴィッドソン・マクドナルド 、賤機舎の学生11名（ 山中笑・露木誠一・村松一・三木自道・日根野弘・諏訪昇・栗島重清・小倉烈・佐藤重道(後の顕理重道)・山中常慶・杉山彦六(後の土屋彦六) ）に洗礼を授け、静岡教会が発足。

1878年（明治11年）
- 3月27日 デイヴィッドソン・マクドナルド 、カナダへ帰国。